# Lestidiidae
I Lestidiidae sono una famiglia di pesci ossei marini appartenenti all'ordine Aulopiformes.

## Distribuzione e habitat
La famiglia è cosmopolita. Nel mar Mediterraneo sono presenti le specie Lestidiops sphyrenoides e Lestidiops pseudosphyraenoides.
Hanno abitudini mesopelagiche o batipelagiche.

## Descrizione
Sono molto simili ai Paralepididae, da cui si distinguono per particolari difficilmente apprezzabili ad un esame esterno.

## Tassonomia
La famiglia è formata da 4 generi:
- Lestidiops
  - Lestidiops affinis
  - Lestidiops bathyopteryx
  - Lestidiops cadenati
  - Lestidiops distans
  - Lestidiops extremus
  - Lestidiops gracilis
  - Lestidiops indopacificus
  - Lestidiops jayakari
  - Lestidiops mirabilis
  - Lestidiops neles
  - Lestidiops pacificus
  - Lestidiops pseudosphyraenoides
  - Lestidiops ringens
  - Lestidiops similis
  - Lestidiops sphyraenopsis
  - Lestidiops sphyrenoides
- Lestidium
  - Lestidium atlanticum
  - Lestidium bigelowi
  - Lestidium nudum
  - Lestidium prolixum
- Lestrolepis
  - Lestrolepis intermedia
  - Lestrolepis japonica
  - Lestrolepis luetkeni
  - Lestrolepis luxiocula
- Macroparalepis
  - Macroparalepis affinis
  - Macroparalepis brevis
  - Macroparalepis danae
  - Macroparalepis johnfitchi
  - Macroparalepis longilateralis
  - Macroparalepis macrogeneion
  - Macroparalepis nigra